# Yimbere Chefferie
Yimbere Chefferie est un village de la commune de Mayo-Darlé situé dans la région de l'Adamaoua et le département du Mayo-Banyo au Cameroun, à proximité de la frontière avec le Nigeria.

## Population
En 1967, Yimbere Chefferie comptait 235 habitants, principalement Kondja. Lors du recensement de 2005, 782 personnes y ont été dénombrées.